# Corditubera bovonei
Corditubera bovonei är en svampart som först beskrevs av Heinrich Gottfried von Mattuschka, och fick sitt nu gällande namn av Demoulin & Dring 1975. Corditubera bovonei ingår i släktet Corditubera, ordningen Boletales, klassen Agaricomycetes, divisionen basidiesvampar och riket svampar.   Inga underarter finns listade i Catalogue of Life.